# Chrysomikia viridicapitis
Chrysomikia viridicapitis là một loài ruồi trong họ Tachinidae.